# Karl von Gerok

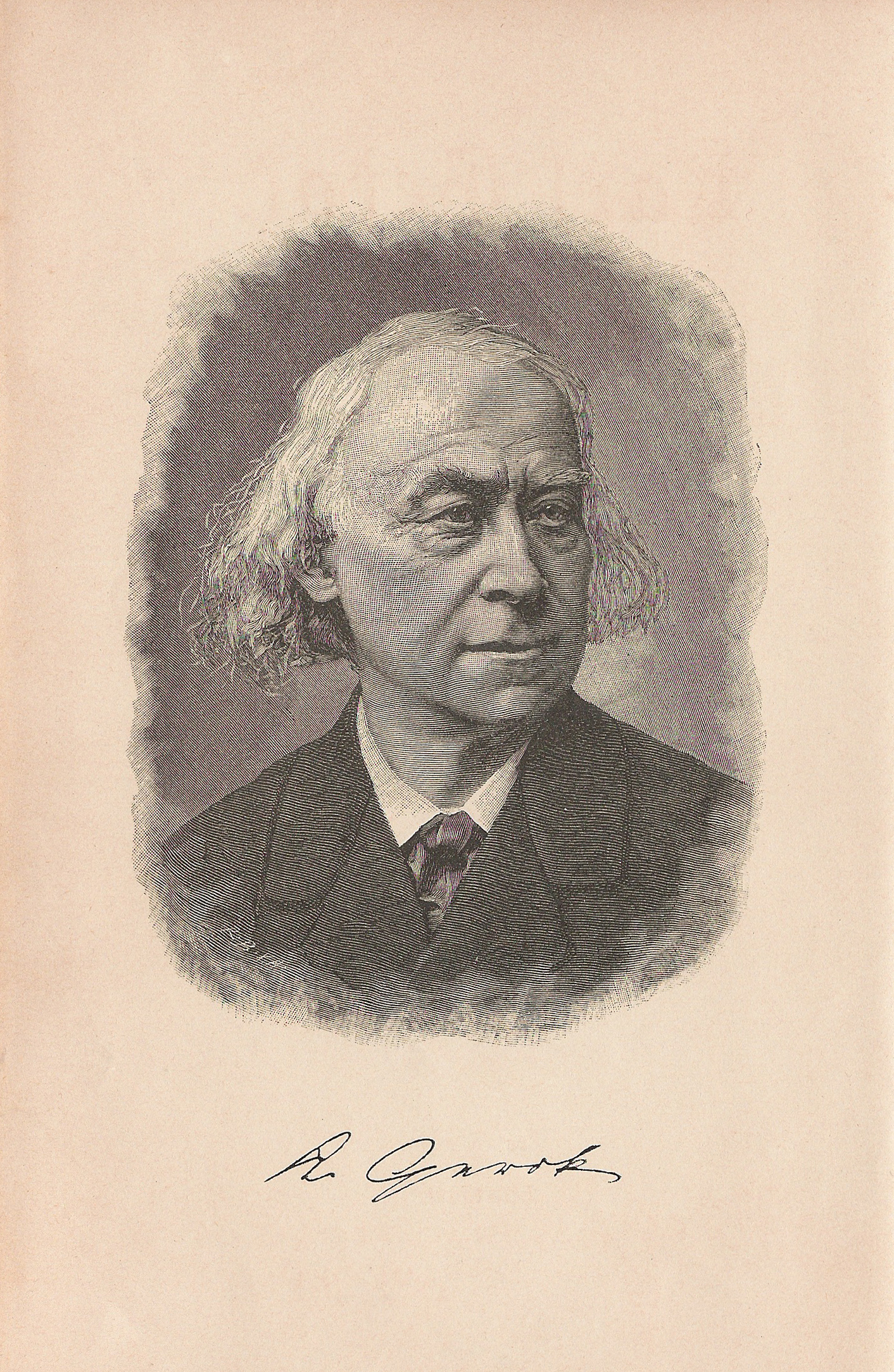
Karl Gerok

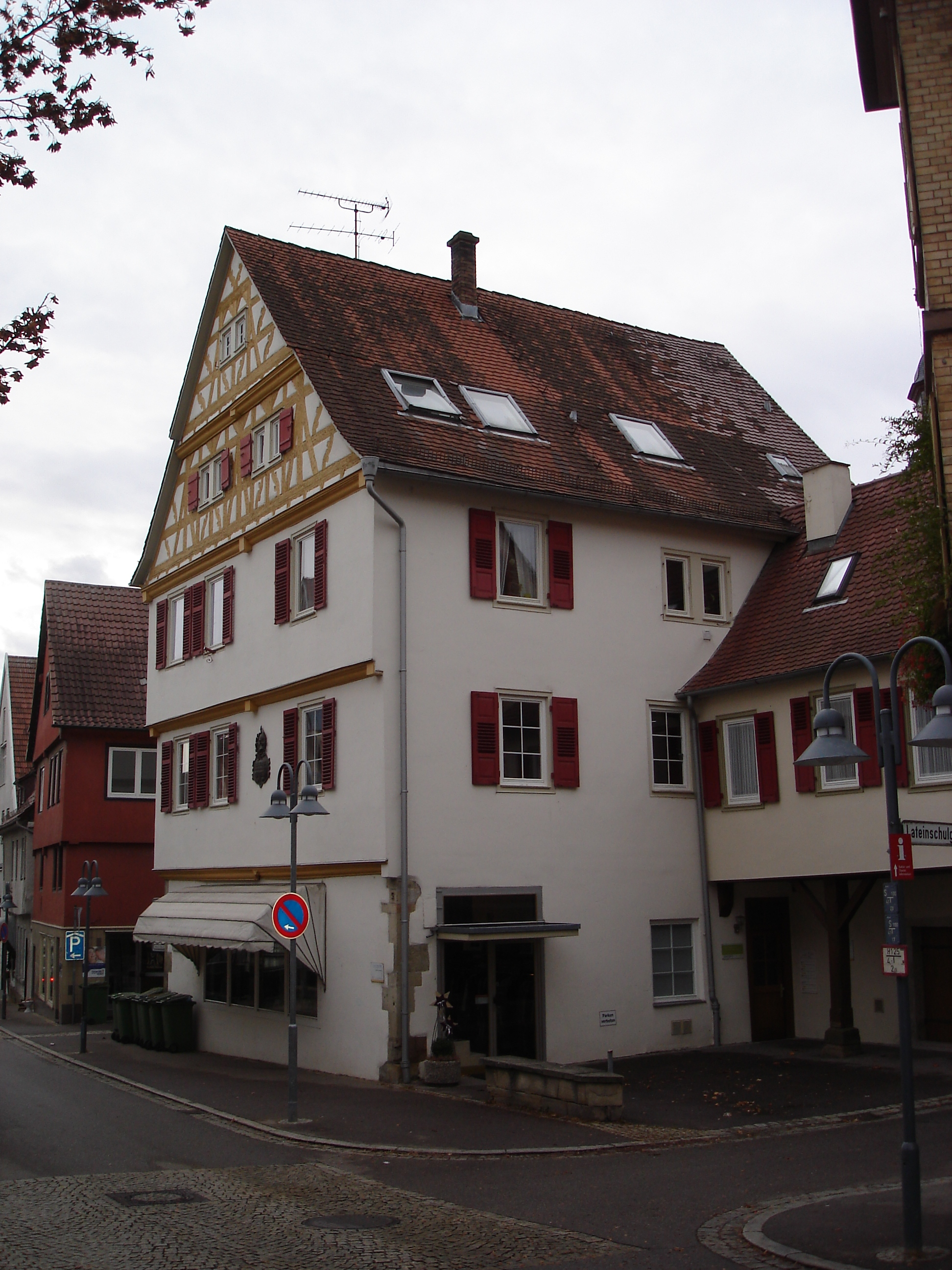
Geroks Geburtshaus in Vaihingen an der Enz

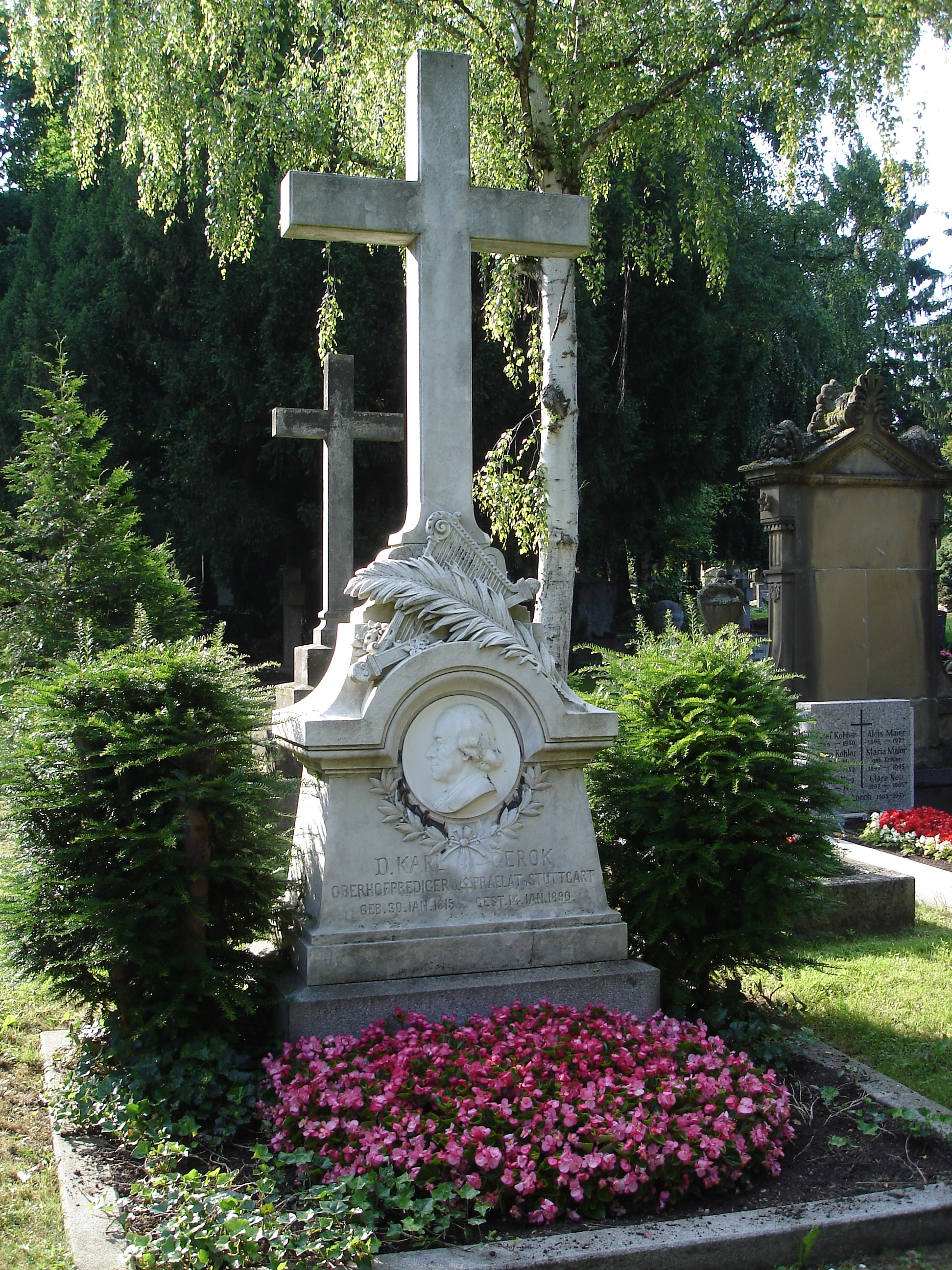
Die Grabanlage von Karl von Gerok auf dem Pragfriedhof in Stuttgart-Nord; das Grabmal ist geschmückt mit einem Hochrelief-Tondo, auf dem der Lyriker und Theologe im Profil dargestellt ist

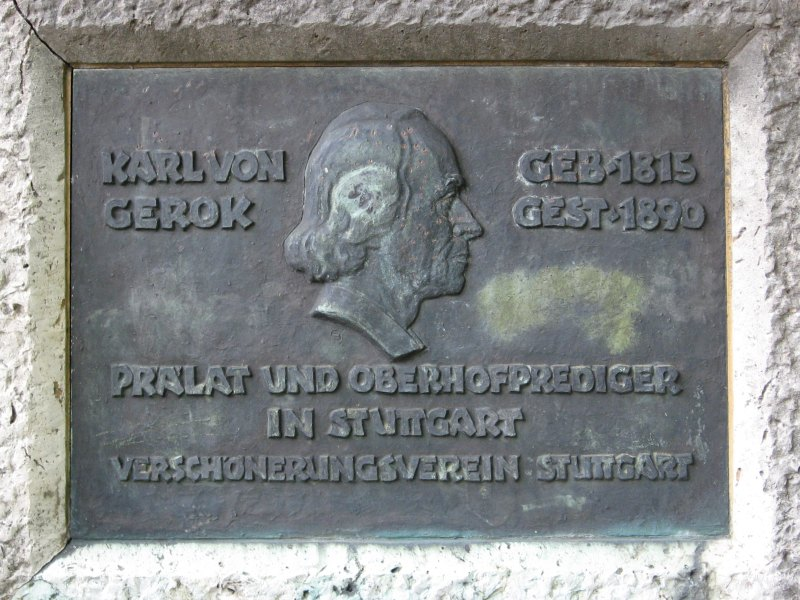
Gedenkplatte an der Geroksruhe

Karl Friedrich Gerok, ab 1868 von Gerok, (auch Friedrich Karl von Gerok; * 30. Januar 1815 in Vaihingen an der Enz; † 14. Januar 1890 in Stuttgart) war ein deutscher Theologe und Lyriker.

## Leben
Als Sohn des Pfarrers Christoph Friedrich Gerok besuchte Karl Gerok das Eberhard-Ludwigs-Gymnasium in Stuttgart, wo Gustav Schwab seine dichterischen Talente förderte. 1832 kam er an das Evangelische Stift Tübingen, 1837 wurde er Vikar seines Vaters in Stuttgart.
Ab 1844 war Gerok als Diakonus tätig, zuerst in Böblingen, ab 1849 dann an der Hospital- und an der Stiftskirche in Stuttgart. Von 1852 bis 1862 war er Archidiakonus an der Stiftskirche und Dekan der Landdiözese, danach Stadtpfarrer an der Hospitalkirche und Dekan der Stadtdiözese. 1868 wurde er Oberhofprediger an der Schlosskirche und Mitglied des Konsistoriums mit dem Titel und Rang eines Prälaten.
Gerok heiratete 1844 Sophie Kapff (1827–1905) aus Tübingen. Eines ihrer Kinder war Sophie Gerok (1847–1930), die mit dem Theologen und Musikphilosophen Heinrich Adolf Köstlin, einem Sohn der Komponistin Josephine Caroline Lang, verheiratet war. Diese wurden die Eltern von Geroks Enkelin Therese Köstlin (1877–1964), die ebenfalls eine religiöse Lyrikerin war.

## Ehrungen
1866 wurde Gerok zum Ehrenbürger von Stuttgart ernannt. In Stuttgart-Ost sind die Gerokstraße und der zwischen Gänsheide und Waldebene Ost gelegene Aussichtspunkt Geroksruhe nach ihm benannt. Ebenso tragen eine Straße und ein Pflegeheim in seinem Geburtsort Vaihingen/Enz seinen Namen. Auch im benachbarten Illingen gibt es eine Gerokstraße, ebenso wie in Dresden.
1880 wurde Karl von Gerok mit dem Kommenturkreuz des Ordens der württembergischen Krone ausgezeichnet, bereits 1868 in den württembergischen Personaladel erhoben.

## Werke
- Palmblätter. Greiner, Stuttgart 1857; später unter dem Titel Auf einsamen Gängen.
- Predigten. Greiner & Pfeiffer, Stuttgart 1860.
- Blumen und Sterne. Gedichte. Greiner/Oetinger/Volckmar, Stuttgart/Leipzig 1868.
- Jugenderinnerungen. Velhagen & Klasing, Bielefeld 1876.
- Unter dem Abendstern. Gedichte. Greiner & Pfeiffer, Stuttgart 1887.
- Gedichte und Prosa. Auswahl und Einführung von Hans Mattern. Baier, Crailsheim 2001, ISBN 3-929233-23-1.